# Nikitowka (obwód biełgorodzki)
Nikitowka (ros. Никитовка) – wieś w Rosji, w obwodzie biełgorodzkim, w rejonie krasnogwardiejskim. W 2010 liczyła 2353 mieszkańców.